# Галлекский язык
Северо-западный испано-кельтский язык или галлекский язык — исчезнувший испано-кельтский язык, распространённый в доримскую эпоху на северо-западе Пиренейского полуострова. в начале 1-го тысячелетия. Позднее эти земли вошли в состав Римской провинции Галлеция, которая частично совпадает с современными регионами Галисия, Западная Астурия и в Леон в Испании, а также с Северным Регионом Португалии. Носителями языка предположительно был народ галлеки.

## Обзор
Подобно иллирийским и лигурскому языкам, современный корпус галлекского языка состоит из отдельных слов и коротких предложений, содержащихся в местных латинских надписях или глоссах классических авторов, среди которых — антропонимы, этнонимы, имена богов, топонимы, а также сохранившиеся до нашего времени топонимы, названия рек или гор.
Кроме того, ряд слов, сохранившихся в современных романских языках северо-западе Испании и Португалии и идентифицируемых как кельтские, вероятно, были унаследованы от древних галлеков., например:
- галис. crica ('женский половой орган, лента') от протокельтского *kīkwā ('борозда'),
- галис. laxe ('каменная плита') от протокельтского *φlagēnā ('широкий наконечник копья'),
- галис. leira ('грядка, поле') от протокельтского *φlāryo- ('пол'),
- галис. alboio ('сарай') от протокельтского *φare-bowyo- ('вокруг коров').

Классические авторы, такие как Помпоний Мела и Плиний Старший, писали о существовании как кельтского, так и некельтского населения в Галисии и Лузитании.
Некоторые современные ученые отождествляли лузитанский язык с галлекским, рассматривая их как единый архаический кельтский язык. Оппоненты этой точки зрения указывают ряд неразрешимых противоречий при таком допущении: например, взаимоисключающие фонетические особенности, прежде всего касающиеся сохранения *р в лузитанском и др. По этой причине лузитанский рассматривается как некельтский язык, хотя и испытавший влияние кельтских.

## Характеристики
Галлекский имеет ряд общих характеристик с кельтиберским и другими кельтскими языками (реконструированных форм прото-кельтского если не указано иное).